# 池田宏之助
池田宏之助（いけだ ひろのすけ、1930年-2024年9月6日）は、日本の工学者・研究者。工学博士（大阪大学）。元燃料電池・水素基盤技術懇談会会長。

## 人物・経歴
奈良県出身、旧制大阪理工科大学卒業、1953年三洋電機株式会社入社。その後は中央研究所副所長、塩屋研究所所長、三洋デュラセル株式会社社長、三洋電機（香港）有限公司薫事長、キングレコード株式会社常務取締役などを歴任する。その間、旧通産省サンシャイン計画推進委員、電池技術委員会幹事、日本蓄電池工業会ニカド技術委員長、日本乾電池工業会理事、神戸大学・東北大学・信州大学・京都産業大学等で非常勤講師を歴任。
燃料電池・水素基盤技術懇談会の会長を務めた。燃料電池等に関する著書が多数ある。1983年紫綬褒章を授章される。